# 桂米丸 (4代目)
四代目 桂 米丸（かつら よねまる、1925年〈大正14年〉4月6日 - 2024年〈令和6年〉8月1日）は、神奈川県横浜市出身の落語家。本名：須川 勇（すがわ いさむ）。出囃子は『金比羅船々』。
若い頃のキャッチフレーズは「ホワイトライス」。甲高い声が特徴である。

## 来歴
生家は港湾荷役業の名門で、祖父の須川太助は故郷の千葉から横浜へ歩いてたどり着き、裸一貫から須川組を興した立志伝中の人物である。旧制鎌倉中学（現：鎌倉学園）を経て、専門技術者養成の国策に基づき創設された旧制東京都立化学工専を卒業。尋常小学校の最終学歴が当たり前であった当時の噺家においては異例の高学歴での入門であり、三代目三遊亭圓歌曰く「学校を出て入門したのは俺と米丸位だ。」とネタにされていた。
1946年4月、芝居関係の仕事をしていた兄の勧めで、九代目柳亭芝楽の紹介を介し、五代目古今亭今輔に入門。初高座は3月に上野鈴本演芸場で柳家金語楼作の「バス・ガール」。古今亭今児の名を貰うが、師匠・今輔の方針で寄席での前座修業は一切やらされなかった。1947年1月、二ツ目付き出しで寄席の高座に上がる。
1949年4月、師匠・今輔の前名「四代目桂米丸」を襲名し、真打昇進。1976年12月の師匠・今輔死去に伴い、翌1977年、日本芸術協会（現：落語芸術協会）（芸協）三代目会長就任。1999年、会長職を師匠・今輔の弟弟子十代目桂文治に譲り、顧問就任。2002年に最高顧問就任。
2015年には落語家として四代目古今亭志ん好以来となる90歳を迎えており、この時点で東西落語界あわせて最高齢の噺家であった。以降も寄席を中心に活動を続けていた。同年7月12日には五代目林家正蔵の記録を抜いて、生没記録の確かな落語家としては史上最高齢となった。なお、2005年に心臓のバイパス手術を受けた事や晩年は老人施設に入居しており、新型コロナウイルスの流行に伴って極めて高齢なこともあり、大事をとって2020年以降は原則寄席への出演は控えていたが、最後まで引退状態にあるわけではなく、その後も電話での出演などで時折活動し、寄席での活動再開を模索していた。生前最後の定席出演は2019年9月の新宿末廣亭下席となり、昭和・平成・令和の三世代にわたって寄席で活動した。
2024年4月6日には満99歳の白寿を迎えたが、同年8月1日16時45分、老衰のため東京都内の病院で死去した。米丸の死去により現役最高齢の落語家は三代目三遊亭圓輔（1932年1月3日生）となり、大正生まれの現役落語家は全員鬼籍入りとなった。死没日付をもって従五位に叙された。

## 芸歴
- 1946年 - 五代目古今亭今輔に入門。
- 1947年 - 古今亭今児を名乗り、二ツ目。
- 1949年 - 真打昇進。四代目桂米丸を襲名。
- 1977年2月14日 - 日本芸術協会会長に就任。
- 1977年12月10日 - 旧法のもとで日本芸術協会が法人格を取得、団体名も社団法人落語芸術協会と改称される。米丸は会長を続投。
- 1992年 - 紫綬褒章受章。
- 1998年 - 勲四等旭日小綬章受章。
- 1999年 - 同会長職を勇退、顧問に就任。
- 2002年 - 同最高顧問に就任。

## 逸話
「お婆さんの今輔」と呼ばれた新作落語派の師匠・今輔に入門し、現在までその流れを汲む新作落語一筋の落語家である。そのためか、弟子の芸にも同世代の噺家と比較すると寛容であったとされ、桂米助がヨネスケに改名したことや桂竹丸が前座時代からテレビ番組に出演するなど、当時としては型破りな言動に出ても許容している。一方では礼節や筋目に拘るところがあり、芸協会長時代、落語協会分裂騒動で落語三遊協会が設立された際には、寄席出演の機会が奪われることに危惧して「これまでも馬鹿にされてきたが、今度は死活問題だ。成田の学生を連れて来てでも戦う」と対決姿勢を見せたり、また、1984年に番組編成をめぐって席亭との意見が対立した際に、上野鈴本演芸場から芸協が撤退した事などは師匠譲りの頑固者故と囁かれた。鈴本からの撤退で平成・令和に至る現在まで、公に芸協と鈴本との関係改善には至っていない。ただし、演芸プロデューサーの中村真規によれば、芸協と鈴本との絶縁は米丸個人ではなく、芸協の総意であったとされている。鈴本が落語協会との混合出演を提案したが、落語協会からは幹部クラスではなく、当時は若手噺家であった三代目柳家権太楼や五街道雲助が顔付けに加わる事から、芸協側が不満を示し態度を硬化させたことが要因であった。
新作落語一筋ではあるが、落語家になったきっかけは古典落語への憧れであったという。弟子には古典を演じる者も多い（歌丸がその典型例であり、後述の歌丸が五代目今輔一門を事実上破門状態になった一因が、新作派の今輔のもとで古典を演じようとしていたことであった）。
1962年、三代目三遊亭圓右、五代目春風亭柳昇、初代林家三平、二代目三遊亭歌奴、三遊亭小金馬と共に「創作落語会」を結成し、毎月新作の新ネタを掛ける勉強会を行っていた。
前座修業を一切しなかったのは終戦直後の若い噺家が足りない時期に入門したという事情がある。他方、当時としては一般的にも高学歴の旧制専門学校卒だったからという説もある。米丸本人の談では、師匠・今輔自身が若い頃苦労したので、同じ思いをさせたくなかったとある。
前座経験なしにいきなり二ツ目で高座に上がったとされるが、実際には浅草六区の浅草松竹演芸場という色物中心の演芸場で、噺の練習がてら開口一番として高座に上がっている。これは「二ツ目として寄席に出す以上は、それ相応のレベルに達しておかなければならない」という師匠・今輔の配慮によるものであった。本人の回想によると客が多かった（開演前にもかかわらず、いつも100人近く入っていた）のでかなり勉強になったという。二ツ目経験も少ないが、これは師匠・今輔から授かった新作落語『バス・ガール』を大阪戎橋松竹で演じたところ大いに受けたのが契機となった。この話を聞いた当時の芸協副会長で大師匠でもある二代目桂小文治が相当気をよくした。小文治は元来大阪の落語家であり、入門から3年しか経過していない孫弟子が自分の地元・大阪で受けたことを素直に喜ぶと共に、その力量を認め、彼を真打に推挙し、同時に自らの前名・米丸の名跡も与えた。
若手の待遇改善で揉め、今輔一門を飛び出した弟弟子・古今亭今児（後の桂歌丸）が、結局自分の弟子になることで収拾した時、修行経験の少ない米丸は戸惑ったが、今輔は「もう弟子を持つ身分だから」と諭したという。なお、米丸は歌丸にはほとんど稽古を付けず、弟子というよりはブレーン（座付き作家）に近い扱いをした。もともと二ツ目に昇進していた弟弟子で基礎が身に付いていたからでもあり、米丸が新作一筋であるのに対して歌丸がどちらかといえば古典志向であったことも一因だが、それでも歌丸にとってはよい経験になったという。ちなみに、初めての直弟子となるヨネスケ（桂米助）にも当初はあまり稽古を付けなかったとのことで、初めてヨネスケに稽古を付けたのは歌丸であったという。
1973年、49歳の時に師匠・五代目今輔から「六代目今輔」の襲名話を持ちかけられたことがある。五代目今輔の「大きな看板の襲名は40代までにやるべき」という考えに基づいたものだが、米丸は「生前贈与はありえない」「自分には大きすぎる名前である」として断った。その3年後に5代目今輔が他界し、以後30年以上「今輔」の名跡が空席になったこともあり、米丸は「（襲名の話があった時に）自分が飛びつかなければいけなかった」と後悔の念を明らかにしている。2008年の六代目今輔誕生の際の一連の発言も自身のこうした経験を踏まえたものと考えられる。なお、この話は加えて総領弟子の歌丸も「五代目米丸」を襲名し、五代目今輔が「今翁」という隠居名に改めることによって『三代同時襲名』をやろうという話であったことを、歌丸が著書にて明らかにしている。時は流れ2008年5月に古今亭寿輔の弟子の錦之輔が真打昇進し、六代目今輔を襲名した。彼の真打昇進時に「特定の落語家のみを祝うわけではない」と念を押しつつも、師匠の名跡・今輔が復活したことに感慨を覚えていると発言している。総領弟子で当時の芸協会長である桂歌丸が司会を務めていた日テレ『笑点』で真打昇進披露口上が行われた際にも、同様の発言を行った上で、手締めの音頭をとった。
ほぼ同時期に落語協会の会長職に在った五代目柳家小さんをいつも目標にしていた。落語芸術協会の会長職を23年間務められたのも、落語協会会長を24年間務めた小さんの存在を励みにしていたからだと著書で語っている。なお、1999年に落語芸術協会の会長職を退いた際には、落語協会の「最高顧問」として健在であった小さんに配慮して「顧問」となり、2002年5月の小さんの他界後に「最高顧問」に就任している。ただし前述の鈴本撤退の件では「落語協会分裂騒動では小さん師匠の命に従い派をまとめ上げたのに、何故今回はこちらの立場を考慮してくれないのか。」と小さんに失望したという。
2006年の四代目柳家小せん没後は、東西落語界における最高齢の落語家となっていた。かつて上方落語界の最高齢者であった二代目笑福亭松之助（2019年2月22日に93歳で死没）は米丸と同学年ではあるものの、米丸が松之助より生まれが4か月早いためである。ただし入門順では、二代目三遊亭金翁（1929年生。1941年入門および初高座、1958年真打昇進）の方が早い。落語家のキャリアは金翁の方が長いが、実年齢や香盤（序列）は米丸の方が上である。2022年に金翁が死去し、東西落語界現役最古参の落語家となった。
2018年、当時2年後の2020年に予定されていた東京オリンピックの開催に伴いサマータイムの導入を政府が検討した時期、第二次世界大戦後の連合国軍占領期の夏時間の経験者として、マスコミのインタビューに応じている。
同年7月、惣領弟子であった歌丸が師に先立って他界した。横浜・妙蓮寺で行われた芸協・椎名家の合同葬で米丸は弔辞で「人と同じことをやっていてもダメだと、誰もやらないような（三遊亭）圓朝の怪談をやろうと、真剣な目で話していた。あなたは、この道に進まれて大成なさった」「落語家として本当にお幸せな方だなと、好きな古典（落語）をじっくりやる。お見事でした。ゆっくりお休みください」と述べた。
晩年は前述の通り、新型コロナ禍の影響で定席への出演は遠ざかってはいたが、弟子であるヨネスケや竹丸などを通じて近況が伝えられたり、芸協へは定期的に連絡を取りあっていたという。老人施設に入居していたが、同じ入居者の方々の人気者となっていて、米丸本人も笑わせよう、喜んでもらおうとしていたという。ヨネスケは施設で米丸に定期的に面会し、高座出演も打診していたが良い返事は得られなかったという。
寄席に出演することが稀になって以降も、落語芸術協会の新真打が昇進時の寄席やマスコミなどへの挨拶まわりをする際には最初に最高顧問の米丸のもとを訪れて挨拶をしていた。
家電製品好きで知られ、まだそれほど普及していない早い時期からビデオカメラを取り入れ、弟子の稽古、初舞台の模様などを撮影していた。自身の出演した番組も録画をしており、没後に遺族はNHK番組発掘プロジェクトの一環としてテープを寄贈、「お好み演芸会」の一部が「あさイチ」（2025年3月10日）で放送された。
没後、追悼としてNHKEテレ「日本の話芸」では8月25日に「私は誰」（2013年収録）を再放送、ラジオ第一「小痴楽の楽屋ぞめき」9月1日放送分では弟子の桂米助をゲストに迎えて過去の音源などを放送した。
家族は妻（2010年死別）と二人の娘がいる。

## 四代目桂米丸追善興行
2025年3月1日から10日まで、落語芸術協会・新宿末廣亭上席昼の部が『四代目桂米丸追善興行』として、直弟子の米助、富丸、竹丸、米福が日替わり交互で主任を務める事となった。惣領弟子の米助が顔付けを主導する形で、この興行には芸協の主要芸人のほか、落語協会、上方落語協会、五代目円楽一門会、落語立川流の五派が協力して芸人が日替わりで出演する、定席興行としては初めての試みが取られた。興行は全10日間、いずれも大入満員となった。座席は一階席はチケットぴあによる前売、二階席は当日券として販売された。各出演者へのギャラは寄席の慣例通り、いわゆる「割」であり（ただし、上方拠点の落語家に対しては別途交通費を米助が自腹で捻出している）、さらに米丸の遺族が提供した手拭いと米丸の落語を収録したCD、著書である『落語家米丸 笑いの引き出し』が各出演者に贈呈されている。
「動画」はYouTube「突撃!ヨネスケちゃんねる【落語と晩ごはん】」各回へのリンクとなっている。追善興行を配信した「ヨネスケちゃんねる」における3月のYouTube再生数と広告に基づく収益金のうち、制作費を除いた金額は日本赤十字社を通じ、同年2月に発生した大船渡市山林火災の被害者救済と復興支援のために寄付すると、3月15日にヨネスケがニュースリリースで発表した。
|        | 出演日  | 主任   | 落語芸術協会 | 落語協会                       | 五代目円楽一門会                 | 落語立川流                     | 上方落語協会      | 座談出演者                                                                               | 動画 | 備考                                                                        |
| ------ | ------- | ------ | --- | ------------------------------ | -------------------------------- | ------------------------------ | ----------------- | ---------------------------------------------------------------------------------------- | ---- | --------------------------------------------------------------------------- |
| 初日   | 3月1日  | 桂米助 | 昔昔亭桃太郎 瀧川鯉八 桂文治 桂米福 三遊亭遊雀 三遊亭小笑 桂竹千代ボンボンブラザース できたくん 小泉ポロン                                              | 柳家わさび綾小路きみまろ       | なし                             | 立川談慶 立川談笑 （立川談春） | 笑福亭鶴瓶        | 桂米福（司会） 立川談慶 桂文治 桂米助 笑福亭鶴瓶 昔昔亭桃太郎                            | Play | 談春はサプライズ出演。 トリの米助の出番に出演し対談形式となった。           |
| 二日目 | 3月2日  | 桂米助 | 神田伯山 春風亭昇也 桂文治 桂富丸 瀧川鯉津 桂鷹治ボンボンブラザース ザ・ニュースペーパー （山本天心・浜田太一） 坂本頼光 瞳ナナ                         | 古今亭菊之丞 川柳つくし        | 三遊亭圓橘                       | なし                           | 月亭八方 桂三四郎 | 桂文治（司会） 古今亭菊之丞 三遊亭圓橘 桂米助 月亭八方                                   | Play |                                                                             |
| 三日目 | 3月3日  | 桂竹丸 | 春風亭柳橋 三遊亭遊雀 桂米助 雷門小助六 雷門音助ボンボンブラザース ザ・ニュースペーパー （山本天心・浜田太一） 坂本頼光 桂小すみ                        | 柳家三三 春風亭小朝            | 三遊亭好楽 三遊亭円楽            | 立川吉笑                       | 桂二葉            | 桂竹丸（司会） 春風亭柳橋 柳家三三 三遊亭好楽 三遊亭円楽 桂米助                          | Play | 円楽は七代目襲名後初の定席出演。 米助は座談のみ出演。                       |
| 四日目 | 3月4日  | 桂竹丸 | 三遊亭小遊三 春風亭昇々 桂米助 春風亭昇也 三遊亭遊子鏡味味千代 ザ・ニュースペーパー （浜田太一・田中カツノリ） 坂本頼光 北見伸                          | 柳亭市馬 柳家喬太郎 林家木久蔵 | 三遊亭愛楽                       | 立川志の輔                     | 桂三度            | 桂竹丸（司会） 立川志の輔 柳亭市馬 三遊亭小遊三 桂米助 柳家喬太郎                        | Play |                                                                             |
| 五日目 | 3月5日  | 桂竹丸 | 春風亭昇太 柳亭小痴楽 桂枝太郎 桂夏丸 瀧川鯉白東京ボーイズ ザ・ニュースペーパー （福本ヒデ・山本天心） 鏡味味千代 山上兄弟                              | 春風亭一之輔                   | 三遊亭兼好 三遊亭円楽 錦笑亭満堂 | 立川談笑                       | 桂文枝            | 桂竹丸（司会） 春風亭一之輔 春風亭昇太 桂米助 三遊亭好楽 桂文枝                          | Play | 好楽は座談のみ出演。                                                        |
| 六日目 | 3月6日  | 桂富丸 | 三遊亭小遊三 瀧川鯉昇 桂竹丸 瀧川鯉八 桂翔丸 神田松麻呂東京ボーイズ 林家今丸 ナオユキ 桂小すみ                                                          | 五街道雲助 林家正蔵            | 三遊亭萬橘                       | 立川志らく                     | 月亭方正          | 桂竹丸（司会） 立川志らく 林家正蔵 三遊亭小遊三 桂米助 瀧川鯉昇 五街道雲助               | Play | 米助は座談のみ出演。                                                        |
| 七日目 | 3月7日  | 桂米福 | 春風亭昇太 柳亭小痴楽 桂枝太郎 桂宮治 三遊亭小笑 笑福亭希光東京ボーイズ 林家今丸 ナオユキ マグナム小林                                                  | 林家たい平 林家三平 柳家さん喬 | なし                             | 立川晴の輔                     | 笑福亭べ瓶        | 桂竹丸（司会） 春風亭昇太 立川晴の輔 林家たい平 林家三平 桂米助 柳家さん喬               | Play | 竹丸、米助は座談のみ出演。                                                  |
| 八日目 | 3月8日  | 桂米助 | 柳亭小痴楽 神田伯山 瀧川鯉昇 雷門小助六 桂米福 玉川太福 （曲師：玉川みね子） 春風亭かけ橋東京ボーイズ ねづっち できたくん 鏡味正二郎                    | 林家木久扇 林家つる子          | なし                             | 立川志の春                     | 桂文珍            | 桂米福（司会） 神田伯山 柳亭小痴楽 立川志の春 瀧川鯉昇 桂米助 桂文珍 林家木久扇          | Play |                                                                             |
| 九日目 | 3月9日  | 桂富丸 | 春風亭柳橋 瀧川鯉斗 神田松鯉 春雨や雷蔵 立川談幸 桂米福 昔昔亭A太郎 玉川太福 （曲師：玉川みね子） 三遊亭あら馬鏡味正二郎 ねづっち ナオユキ マグナム小林 | 三遊亭白鳥                     | なし                             | 立川志ら門                     | なし              | 桂米福（司会） 神田松鯉 春風亭柳橋 立川談幸 桂米助 春雨や雷蔵                            | Play | 米助は座談のみ出演。                                                        |
| 千秋楽 | 3月10日 | 桂米福 | 笑福亭鶴光 桂宮治 立川談幸 桂枝太郎 瀧川鯉斗 春風亭昇々 桂空治鏡味正二郎 ねづっち できたくん マグナム小林                                               | 柳家花緑 春風亭一朝            | 三遊亭好楽                       | 立川生志                       | （笑福亭鶴光）    | 桂竹丸（司会） 立川談幸 笑福亭鶴光 桂枝太郎 三遊亭好楽 春風亭一朝 柳家花緑 桂宮治 桂米助 | Play | 竹丸、米助は座談のみ出演。 鶴光は落語芸術協会、上方落語協会にそれぞれ在籍。 |

## 受賞・栄典
- 紫綬褒章（1992年）
- 勲四等旭日小綬章（1998年）

## 主な演目
- びっくりレストラン
- ジョーズ（ジョーズのキャー）
- 賢明な女性たち（宇宙戦争） - 星新一の『賢明な女性たち』をベースに、神津友好が脚色して創作した新作落語。孫弟子の桂夏丸が引き継いでいる。
- タクシー時代
- 杖
- 私は誰
- ドローン出前（ドローン配達） - 最新作

など多数

### 他作
大野桂作
- アニマル革命
- エスパー亭主
- 狭き門
- 宝石病
- 旅行鞄

有崎勉（柳家金語楼）作
- 妻の酒
- バスガール

古城一兵作
- 相合傘
- 上と下
- 置手紙
- 試着室
- 洗濯物
- 手料理
- もらい風呂
- 指の手噺

など

## メディア出演

### ラジオ
- 東京都台東区かっぱ橋道具街にある厨房設備の企業『カジワラキッチンサプライ』のラジオCMに長く出演していた。
- 『小痴楽の楽屋ぞめき』（2024年9月1日、NHKラジオ第一） - 桂米助をゲストに、追悼企画として過去の番組音声を放送。「この人 桂米丸ショー」「お好み演芸会（オープニングトーク）」「真打ち競演（演目「探知機」）」「桂文珍の演芸図鑑（対談コーナー）」。
- 『真打ち競演』（2025年8月2日、NHKラジオ第一） - 桂米助をゲストに過去の高座（演目「宝石病」「夢のビデオ」、インタビュー音声（聞き手：山際淳司）を放送。

### テレビ
- 日本テレビ『笑点』の演芸コーナー、正月特番師弟大喜利、鶴亀大喜利などにも出演していた。
- NETテレビ（現・テレビ朝日）『日曜演芸会』日曜時代の司会
- NHKテレビ『お好み演芸会』初代総合司会
- 中京テレビ『お笑いマンガ道場』初代司会者
- 日本テレビ『お笑いスター誕生!!』の審査委員長
- NHKテレビ『演芸図鑑』ナビゲーター（2013年1月～3月）、スペシャルトークゲスト（2018年9月）
- テレビ朝日『徹子の部屋』（2017年11月10日）- 弟子のヨネスケと共に出演。
- NHKEテレ『日本の話芸』（2024年8月25日）- 追悼として「わたしは誰」（2013年2月15日放送）を再放送。

### 映画
- 落語野郎 大脱線（1966年、東宝、監督：杉江敏男）-　小間物屋歌吉
- 落語野郎 大馬鹿時代（1966年、東宝、監督：杉江敏男）- 山田米太郎
- 落語野郎 大爆笑（1967年、東宝、監督：杉江敏男）- 熊吉
- 落語野郎 大泥棒（1967年、東宝、監督：松林宗恵) ‐ 茜屋半左エ門
- 女賭場荒し（1967年、大映、監督：弓削太郎）- 佐々木米次
- 爆笑野郎 大事件（1967年、東宝、監督：鈴木英夫）- 大西部長
- 新・与太郎戦記（1969年、大映、監督：田中重雄）- 三河屋
- 博多っ子純情（1978年、松竹、監督：曽根中生）- 博多屋
- 異人たちとの夏（1988年、松竹、監督：大林宣彦）- 落語家

## CD
- NHK新落語名人選 四代目 桂米丸（2005年、ユニバーサルミュージック）

## 一門弟子
- 桂歌丸 - 五代目古今亭今輔門下から移籍
- 桂米助/ヨネスケ
- 桂富丸
- 桂幸丸
- 桂竹丸
- 桂米福

### 廃業
- 桂京丸
- 桂二重丸 - 1986年入門、前座名「のー丸」。1990年二ツ目昇進「二重丸」。
- 桂高丸・菊丸
  - 桂高丸
  - 桂菊丸

など

## 演じた俳優
- 渡辺いっけい（『BS笑点ドラマスペシャル 桂歌丸』、『BS笑点ドラマスペシャル 笑点をつくった男 立川談志』、BS日テレ）